# FC East Fife
Der East Fife Football Club (auch genannt The Fife oder The Fifers) ist ein schottischer Fußballverein aus der Küstenstadt Methil in der Region Fife. Der Verein spielt zurzeit in der viertklassigen Scottish League Two.
Der Verein wurde 1903 gegründet und hat eine berühmte und einmalige Vergangenheit im schottischen Fußball. East Fife war der erste Verein, der den schottischen Ligapokal dreimal gewinnen konnte und ist neben Hibernian Edinburgh der einzige Verein, der als unterklassiger Klub im schottischen Pokal siegreich war.
In der Region Fife gibt es insgesamt vier große Vereine, wovon East Fife der einzige ist, der den Namen der Region trägt. Zwischen den Vereinen FC Cowdenbeath, Dunfermline Athletic, Raith Rovers und eben East Fife, herrscht eine historisch gewachsene Rivalität.

## Vereinsgeschichte

### Gründung und frühe Jahre

Das früheste bekannte Bild von East Fife

Gegründet wurde der Verein im Januar 1903. Nachdem man anfangs in verschiedenen lokalen Ligen am Spielbetrieb teilgenommen hatte, trat East Fife 1909 der Central Football League bei. In dieser Liga spielten viele Vereine, die vom industriellen Wachstum in der Region, Kohle- und Schieferbergbau, profitierten. Dadurch war man in der Lage, Spielern ein höheres Gehalt als in der Scottish Football League zu zahlen.
Um jedoch die Abwanderung ihrer Spieler in die Central Football League zu verhindern, integrierte die Scottish Football League die Central. Die Central Football League wurde somit zum Start der Saison 1921/22 zur Scottish Football League Second Division.
1927 erreichte East Fife erstmals das schottische Pokalfinale, wo man jedoch mit 1:3 gegen Celtic im Hampden Park verlor. Ein Jahrzehnt später jedoch, 1938, hatte man es geschafft. Im Finale gewann man gegen den FC Kilmarnock mit 4:2, vor einer Kulisse von 92.000 Zuschauern. Somit war man bis zum Pokalsieg von Hibernian Edinburgh 2016 der einzige nicht Erstligaverein, der jemals den Schottischen Pokal gewinnen konnte.

### Die erfolgreichsten Jahre
East Fifes beste Jahre waren ohne Zweifel das Jahrzehnt nach dem Zweiten Weltkrieg. So gewann man innerhalb von sieben Jahren, dreimal den schottischen Ligapokal und konnte 1950 zum insgesamt dritten Mal das Finale des schottischen Pokals erreichen.
Zudem konnte man in dem Zeitraum von 1948 bis 1954 immer einen der vorderen Plätze in der Scottish First Division erreichen. Insgesamt konnte East Fife 10 Jahre in Folge in der First Division verbleiben, bevor man wieder absteigen musste.

### 1960er-Jahre bis heute
Nach Ende der Saison 1957/58, stieg East Fife aus Schottlands höchster Spielklasse ab. Seit dieser Zeit konnte man nicht mehr an die Erfolge der Vergangenheit anknüpfen.
In den 1970er-Jahren spielte man zwar nochmals für drei Saisons in der Scottish First Division, blieb aber ansonsten erfolglos.
2006/07 konnte East Fife wieder aufhorchen lassen und erreichte nach mageren Jahren, die Play-offs zum Aufstieg in die Scottish Football League Second Division.
Konnte man in der ersten Runde noch Stranraer schlagen, verlor man im Finale gegen den Queen’s Park FC. Angestachelt durch diesen Erfolg, tätigte man im Vorfeld der Saison 2007/08 einige Transfers. Dies sollte sich auch auszahlen, denn man dominierte die Liga und stand am Ende der Saison auf Platz 1 mit 74 Punkten und damit 26 Punkten Vorsprung auf den Tabellenzweiten FC Stranraer. Es war der erste Ligatitel seit 60 Jahren und die erste Trophäe seit 1954.

## Vereinserfolge
- Scottish Cup:
  - Gewinner (1): 1938
  - Finalist (2): 1927, 1950
- Scottish League Cup:
  - Gewinner (3): 1948, 1950, 1954
- Scottish Football League Division Two:
  - Meister (2): 1948, 2016
- Scottish Football League Third Division:
  - Meister (1): 2008

## Wichtige Spieler
- Steve Archibald
- Gordon Durie
- Henry McLeish
- Robert Prytz

## Trainerchronik
- David McLean
- Scot Symon 1947–1953
- Jerry Dawson 1953–1958
- Jimmy Bonthrone
- Dave Clarke 1978–1987
- Gavin Murray 1987–1992
- Alex Totten 1992–1993
- Steve Archibald 1994–1996
- Jimmy Bone 1996–1998
- Steve Kirk 1998–1999
- Rab Shannon 1999–2001
- Dave Clarke 2001–2002
- Jim Moffat 2002–2006
- David Baikie 2006–2009
- Stevie Crawford 2009–2010
- John Robertson 2010–2012
- Gordon Durie 2012
- Billy Brown 2012–2013
- Willie Aitchison 2013
- Gary Naysmith 2013–